# Landgericht Erfurt

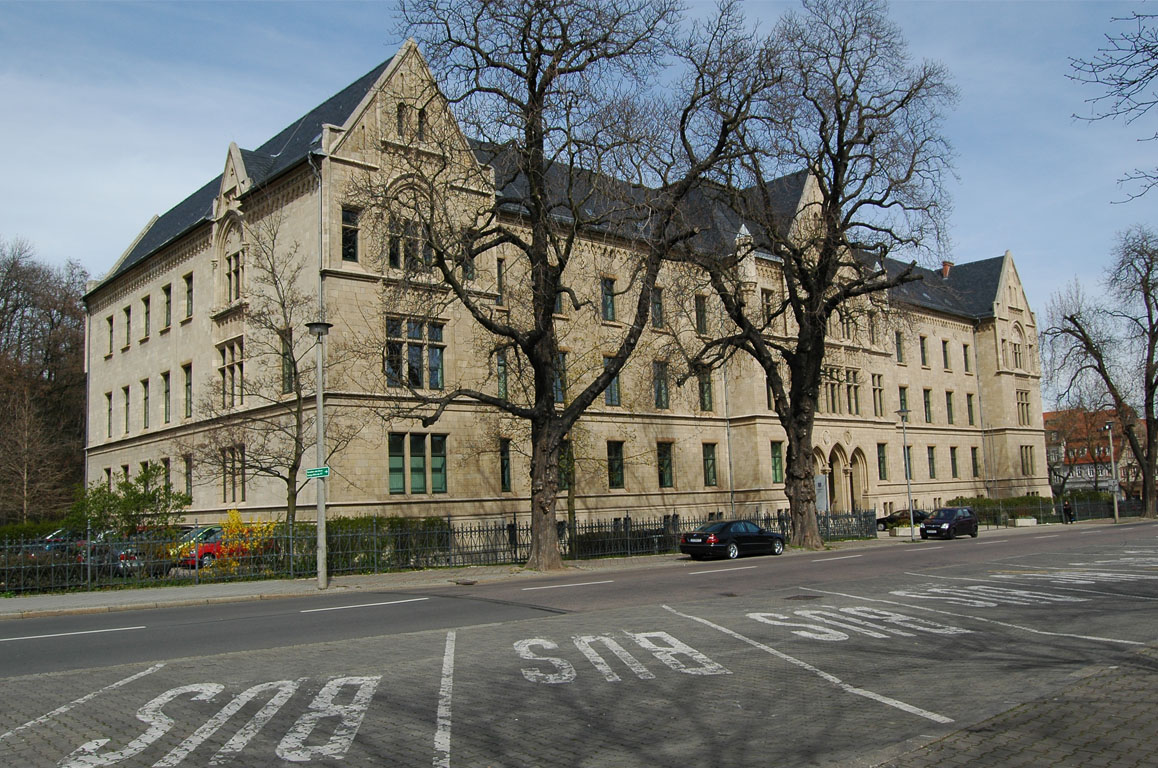
Gebäude des Landgerichtes Erfurt am Domplatz (2007), wird derzeit (2024) noch umgebaut

Das Landgericht Erfurt ist ein deutsches Gericht der Ordentlichen Gerichtsbarkeit in Thüringen.

## Gerichtsgebäude und -sitz
Gerichtssitz ist Erfurt, untergebracht ist das Gericht in dem zwischen 1874 und 1879 errichteten Gerichtsgebäude am Domplatz 37. Das Gebäude wurde im Stil der Neugotik durch den preußischen Regierungsbaumeister Adolf Borchers errichtet.

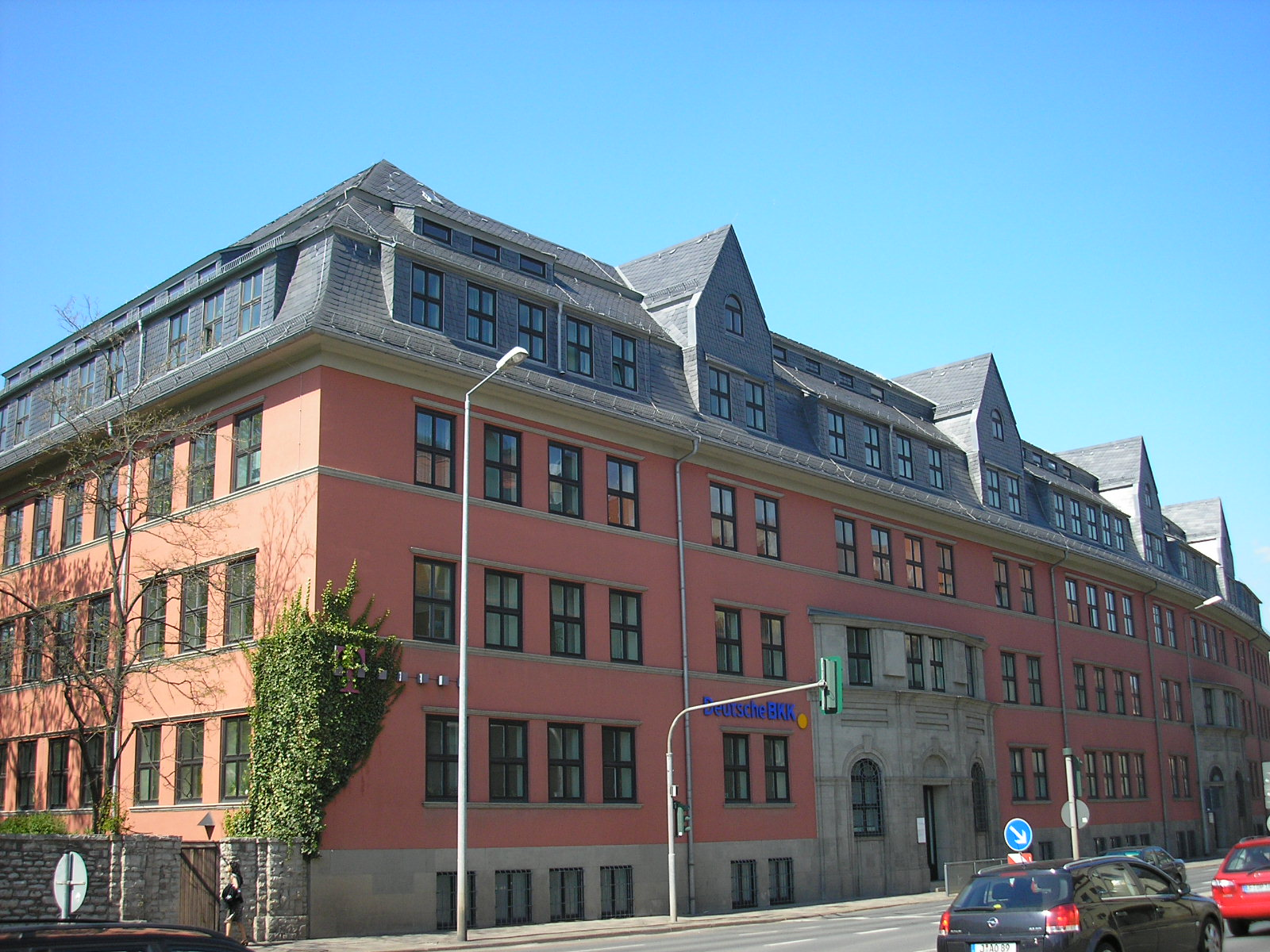
Seit März 2022 hat das Landgericht Erfurt vorübergehend seinen Sitz im „Alten Postscheckamt“ Erfurt.

Seit Mitte März 2022 ist das Landgericht an seinem vorübergehenden Sitz im „Alten Postscheckamt“ Erfurt am Juri-Gagarin-Ring untergebracht, während an dem Gerichtsgebäude umgebaut wird.

## Gerichtsbezirk und Instanzenzug
Der Landgerichtsbezirk des LG Erfurt umfasst die Bezirke der ihm untergeordneten Amtsgerichte Apolda, Arnstadt, Erfurt, Gotha, Sömmerda und Weimar. Übergeordnet ist dem Landgericht Erfurt das Thüringer Oberlandesgericht in Jena, dem wiederum der Bundesgerichtshof übergeordnet ist.

## Geschichte

### Vorgeschichte
Erfurt war bereits im 14. Jahrhundert Gerichtssitz. Ein eigenes Gerichtsgebäude bestand allerdings nicht, es wurden vielmehr mehrere Gerichtsstuben genutzt. Öffentliche Verhandlungen fanden auf dem Domplatz statt. Mit dem Reichsdeputationshauptschluss wurde Erfurt, mit einer Unterbrechung durch napoleonische Besetzung nach der Schlacht von Jena und Auerstedt von 1806 bis 1814, preußisch. Es gehörte der Provinz Sachsen an. Im Jahre 1821 wurde dann ein preußisches Landgericht in Erfurt gegründet. Dem Gericht wurden 13 Gerichtsämter (z. B. Erfurt, Langensalza, Sömmerda, Schleusingen und Suhl) unterstellt und das Inquisitoriat Erfurt als Strafverfolgungsbehörde angegliedert. Übergeordnetes Gericht war das Oberlandesgericht Naumburg. Bereits 1839 erfolgt eine Gerichtsreform in Preußen, bei der die unteren Gerichtsbehörden umbenannt und neu geordnet werden. Hierbei wurde das bisherige Landgericht in Erfurt zum Stadtgericht Erfurt. Unterstellt werden diesem Stadtgericht die Gerichtsbezirke von Erfurt, Langensalza, Weißensee, Schleusingen und Suhl. Mit der 1849 in Kraft tretenden neuen preußischen Gerichtsverfassung wurde das Stadtgericht durch das Kreisgericht Erfurt ersetzt. Es verfügt über eine Abteilung für strafrechtliche und privatrechtliche Angelegenheiten und eine zweite für sonstige Angelegenheiten der Rechtspflege. Der Gerichtsbezirk des Kreisgerichtes umfasste Ranis, Ziegenrück, Gefell, Weißensee und Sömmerda. Unterstellt war das Gericht dem Appellationsgericht Naumburg. Zwischen 1874 und 1879 wurde das heutige Gerichtsgebäude für 1.017.452,25 Mark errichtet. Genutzt wurde das durch preußischen Beschuss 1813 zerstörte Gelände des Louisenthals. Vorgesehen war das Gerichtsgebäude für die Nutzung durch einen Präsidenten, zwei Direktoren, sieben Räte und drei Staatsanwälte.

### Geschichte
Mit dem Inkrafttreten der Reichsjustizgesetze am 1. Oktober 1879 erfolgte eine erneute Umstrukturierung der Gerichtsbarkeit in Amts-, Land- und Oberlandesgerichte. Das Bezirksgericht Erfurt wurde aufgehoben und das Landgericht Erfurt errichtet. Neben dem Amtsgericht Erfurt wurden sechs weitere, preußische Amtsgerichte in Langensalza, Mühlhausen, Sömmerda, Tennstedt, Treffurt und Weißensee sowie fünf Amtsgerichte im Fürstentum Schwarzburg-Sondershausen nachgeordnet. Übergeordnet war das Oberlandesgericht Naumburg.
Das Landgericht war danach für die Stadt Erfurt und die Landkreise Erfurt, Langensalza, Weißensee, den größten Teil des Landkreises Mühlhausen und das Fürstentum Schwarzburg-Sondershausen zuständig. Ihm waren folgende Amtsgerichte zugeordnet:
| Amtsgericht               | Sitz                 | Staat                     | Bezirk |
| ------------------------- | -------------------- | ------------------------- | --- |
| Amtsgericht Arnstadt      | Arnstadt             | Schwarzburg-Sondershausen | |
| Amtsgericht Ebeleben      | Ebeleben             | Schwarzburg-Sondershausen | |
| Amtsgericht Erfurt        | Erfurt               | Preußen                   | Stadtkreis Erfurt, Landkreis Erfurt und der Stadtbezirk Gebesee aus dem Kreis Weißensee |
| Amtsgericht Gehren        | Gehren               | Schwarzburg-Sondershausen | |
| Amtsgericht Greußen       | Greußen              | Schwarzburg-Sondershausen | |
| Amtsgericht Langensalza   | Langensalza          | Preußen                   | der Kreis Langensalza, ohne den Teil, der den Amtsgerichten Dingelstädt (Landgericht Nordhausen) und Tennstedt zugeordnet war                                                                                       |
| Amtsgericht Mühlhausen    | Mühlhausen/Thüringen | Preußen                   | der Kreis Mühlhausen, ohne den Teil, der dem Amtsgericht Treffurt zugeordnet war |
| Amtsgericht Sömmerda      | Sömmerda             | Preußen                   | aus dem Kreis Weißensee der Stadtbezirk Sömmerda und der Amtsbezirk Tunzenhausen |
| Amtsgericht Sondershausen | Sondershausen        | Schwarzburg-Sondershausen | |
| Amtsgericht Tennstedt     | Tennstedt            | Preußen                   | aus dem Kreis Langensalza der Stadtbezirk Tennstedt und die Amtsbezirke Freienbessingen, Hornsömmern, Kleinvargula und Teile des Amtsbezirks Großurleben; aus dem Kreis Weißensee Teile des Amtsbezirks Schwerstedt |
| Amtsgericht Treffurt      | Treffurt             | Preußen                   | aus dem Kreis Mühlhausen der Stadtbezirk Treffurt und die Amtsbezirke Falken, Großburschla und Teile des Amtsbezirks Heyerode                                                                                       |
| Amtsgericht Weißensee     | Weißensee            | Preußen                   | der Kreis Weißensee, ohne den Teil, der den Amtsgerichten Erfurt, Sömmerda und Tennstedt zugeordnet war |

Der  Landgerichtsbezirk hatte 1888 zusammen 245.616 Einwohner. Am Gericht waren ein Präsident, zwei Direktoren und sieben Richter tätig. Drei der Richter wurden von Schwarzburg-Sondershausen benannt. Am Amtsgericht Mühlhausen wurde eine Strafkammer für die Amtsgerichte Mühlhausen, Treffurt und Langensalza eingerichtet. Nachdem im Jahr 1920 die thüringischen Staaten im Land Thüringen aufgegangen war, wurde der Gerichtssprengel angepasst. Die Amtsgerichte Arnstadt und Gehren kamen zum Landgericht Gotha. Im Gegenzug kamen das Amtsgericht Bad Frankenhausen und das Amtsgericht Schlotheim zum Landgericht Erfurt. Im Jahre 1933 trat das „Gesetz zur Verhütung erbkranken Nachwuchses“ in Kraft und am Landgericht Erfurt wurde ein Erbgesundheitsgericht eingerichtet. 1940 wurde außerdem ein Sondergericht an dem Gericht eingesetzt. Nach dem Ende des Zweiten Weltkrieges wurde durch die Sowjetische Militäradministration in Deutschland der Regierungsbezirk Erfurt dem Land Thüringen zugeordnet und das Landgericht Erfurt dem Oberlandesgericht Jena unterstellt. Das übergeordnete Oberlandesgericht wurde im August 1945 nach Gera und im Februar 1950 nach Erfurt verlegt. Mit der Verwaltungsreform 1952 wurden in der Deutschen Demokratischen Republik die Bezirke eingerichtet und die Länder aufgelöst. Diese Reform hat auch Auswirkungen auf die Struktur der DDR-Justiz. Das Landgericht Erfurt wurde im Rahmen der Reform von 1952 zum Bezirksgericht mit örtlicher Zuständigkeit für den gesamten Bezirk Erfurt.
Nach der Wiedervereinigung befanden sich zunächst bis zum Aufbau der neuen Gerichtsstruktur sämtliche Fachgerichte, das spätere Oberlandesgericht und das Kreisgericht noch  unter dem Dach des Bezirksgerichtes Erfurt, erst 1993 wurde das Landgericht Erfurt wiedererrichtet. Erster Präsident des wiedererrichteten Landgerichtes Erfurt war Manfred Scherer, der Staatssekretär und dann Thüringer Innenminister (bis 2009) wurde. Zu seiner Nachfolgerin wurde im Jahre 2000 Renate Schwarz ernannt. Seit März 2022 ist das Landgericht im „Alten Postscheckamt“ in Erfurt untergebracht, da das Gebäude am Domplatz mehrere Jahre umfassend saniert wird.

## Richter
- Rudolph Helmkampf
- Carl Maempel